# Over My Dead Body
Over My Dead Body es el sexto episodio de la segunda temporada de la serie de televisión estadounidense de drama/policíaco/sobrenatural/Fantasía oscura; Grimm. El guion principal del episodio fue escrito por el guionista Spiro Skentzos, y la dirección general estuvo a cargo de Rob Bailey. 
El episodio se transmitió originalmente el 5 de octubre del año 2012 por la cadena de televisión NBC. Mientras que en América Latina el episodio se estrenó el 5 de noviembre del mismo año por el canal Unniversal Channel.
En este episodio Nick tiene que encontrar la manera de salvar la vida de Monroe, la cual es amenazada por la inesperada re aparición de Angelina Lasser. 

## Argumento
Una mujer de nombre Mia, llega a Portland buscando a Sean Renard, quien al parecer tiene un pasado e interés con la misma.
Mientras en tanto, Nick llega a su hogar, solo para descubrir que Juliette ha preparado uno de sus platillos favoritos. Los dos se sientan para cenar y en el transcurso los dos platican del día en el que se conocieron. Juliette recuerda un poco sobre Nick, lo que llena de esperanza al mismo.
En otra parte de Portland, Angelina se divierte en un bar, pero esta llama la atención de un Skalengeck, quien trata de violarla cuando la Blutbad se disponía a dejar el bar. No obstante Angelina consigue asesinarlo fácilmente en un acto de defensa propia. En ese momento la mujer es secuestrada por un hombre llamado Terrence, quien la lleva hasta su jefe; Arbok, una especie de sicario y un Königschlange, un Wesen parecido a una cobra. Arbok fuerza a Angelina a tomar el trabajo del Skalengeck que recién mató, el trabajo consiste en asesinar a una persona.     
Monroe y Rosalee tienen una cena romántica en el hogar del primero. La cena es interrumpida por la llegada de Angelina, quien ha venido a cumplir con su más reciente trabajo; matarlo. Contra los deseos de su exnovia, Monroe termina involucrando a Nick en su enredo, obligando al Grimm a dejar su cena con Juliette para poder ayudarlo. Poco después Rosalee se retira del hogar de Monroe, al sentirse incomoda de ver a su interés romántico lidiar con su antigua pareja. 
En un restaurante, Renard visita a Mia, para averiguar sus propósitos, dado que sabe que la misma a ha visitado al clan la lengua del dragón. 
Monroe recibe una llamada de Rosalee, quien le explica que tiene que salir de la ciudad para atender un caso familiar y le pide el favor de cuidar su tienda de especias hasta su regreso indefinido. Nick y Angelina se muestran furiosos de reencontrarse desde su último momento juntos, sin embargo, los dos olvidan sus diferencias temporalmente para trabajar juntos y salvarle la vida a Monroe.
Al día siguiente Nick y Angelina viajan a la escena del crimen para rastrear a los sicarios, Hank se queda a solas con Monroe para protegerlo de cualquier atentado, y como consecuencia los dos terminan teniendo una discusión de la naturaleza de las vowe. En la escena del crimen, Angelina consigue recuperar el móvil del tipo que mató y con los recursos de la policía aportados por Nick, ambos rastrean el teléfono de Terrence. Nick le sugiere a Angelina que averigüe todo lo que pueda sobre las motivaciones detrás del intento de homicidio contra Monroe. Angelina interroga a Terrence, quien le comenta que tienen identificado a Monroe como el aliado de un Grimm y que con su muerte esperan enviar una advertencia a la comunidad Wesen de no aliarse con un Grimm.    
La noticia afecta grandemente a Nick, quien vuelve a sentirse mal por poner en peligro la vida de su amigo. No obstante a Monroe se le ocurre un plan para salvar su vida y liberar a Angelina de su deber: realizarse un "Desmayo Mortal", una especie de coma que da la impresión de una auténtica muerte y que puede realizarse con los ingredientes de la tienda de especias. Monroe convence por una llamada telefónica a una dolida y preocupada Rosalee de decirle los ingredientes, la Fuchsbau le advierte al grupo que podrán salvar a Monroe, dependiendo del estado de sus manos, mientras más cerrados estén sus puños, más cerca de la muerte se encontrará. Una vez que Monroe cae en el desmayo mortal, Agelina cita a los sicarios a verla en los bosques de Portland para entregar el "cadáver" de Monroe.        
No obstante las cosas se complican, cuando Arbok revela que fueron contratados por alguien más, la jefa de los sicarios se revela como Mia, quien demanda ver el cadáver. A medida que los puños de Monroe se van cerrando más y más, Angelina toma la decisión de resucitar a Monroe frente a sus socios y procede a defenderlo, recibiendo una bala de Terrence en el progreso. Mia consigue escapar del bosque, mientras Arbok y Terrence son asesinados por Nick y Monroe respectivamente.
Mia es interceptada en el aeropuerto por Renard, quien le advierte de no volver a Portland, presumiblemente por haberse enterado de sus acciones. Mientras en el fondo del bosque, Monroe entierra Angelina y la lamenta, al destrozar su reloj y al lanzar un aullido que resuena en el bosque.

## Elenco

### Principal
- David Giuntoli como Nick Burkhardt.
- Russell Hornsby como Hank Griffin.
- Bitsie Tulloch como Juliette Silverton.
- Silas Weir Mitchell como Monroe.
- Sasha Roiz como el capitán Renard.
- Bree Turner como Rosalee Calvert.
- Reggie Lee como el sargento Wu.

### Secundario
- Jaime Ray Newman como Angelina Lasser.
- Alice Evans como Mia Gaudot.
- Matt Gerald como Arbok.
- Joshua St. James como Terrence.
- Josh Crotty como Buxton Jacobs.
- Tony Doupe como El Detective.

## Producción
La frase tradicional al comienzo del episodio es parte de un pequeño cuento alemán recopilado por los hermanos Grimm llamado "Las tres hojas de la serpiente." 
El episodio originalmente fue programado para estrenarse el 21 de septiembre de 2012, pero su estreno fue cambiado hasta el 5 de octubre del mismo año.

### Actuación
Reggie Lee, quien interpreta al Sargento Wu, no aparece en este episodio y no fue acreditado. 
El episodio, contó con el regreso de Jaime Ray Newman como Angelina Lasser.

### Guion
El episodio desarrolló un poco del trasfondo detrás del personaje Sean Renard, al presentar a Mia Gaudot, una antigua amante del mismo que a su vez tiene que ver con su conexión a la familia real.
En un reportaje de TvGuide.com, Sasha Roiz admitió: "Esta esta familia -- más grande de lo que parece -- y muchos más miembros de la familia real, están los medios hermanos, hermanos, primos, sobrinos, todos intentan superar al otro y ganar una posición en el poder y la autoridad. Será interesante ver como resulta todo."

### Filmación
Existe una escena eliminada el episodio, en la que Renard y Mia tienen un pequeño encuentro sexual. Mientras hablan, Renard visualiza brevemente a Mia como Juliette Silverton.

### Continuidad
- Monroe declara haber asesinado por primera vez años.
- Mia menciona a la lengua del Dragón, una familia que integra las siete casas (The Kiss).
- Angelina reaparece en Portland después de haber eludido a la policía tras el atentado en contra de su familia (The Three Bad Wolves).

## Recepción

### Audiencia
En el día de su transmisión original en los Estados Unidos por la NBC, el episodio fue visto por un total de 5.290.000 de telespectadores.

### Crítica
El episodio ha recibido críticas mixtas entre los críticos y los fanáticos de la serie:
Emily Rome de Entertainment Weekly, comento la intensidad de los temas que fueron tratados en el episodio, a pesar de que inicialmente parecía un episodio romántico: "Para nada suave. De hecho para el final del episodio de hoy, suave será la última palabra que utilices para describir los eventos relatados en este episodio.
Kevin McFarland de AV Club le dio a episodio una B en una categoría de la A a la F argumentando: "Over My Dead Body" cae en el lado positivo de la lista para mí, pero no completamente, debido a los muchos elementos que funcionaron-Hank deslizándose a en un rol un poco divertido como el de Xander al interrogar a Monroe, un uso moderado de Juliette y Renard, y una muerte sorprendentemente resonante y la última escena... todavía hay algunos problemas logísticos que interfieren con el show y evitan que progrese a algo más que un episodio normal de Grimm.